# USS Tattnall (DD-125)
USS Tattnall (DD–125/APD-19) là một tàu khu trục thuộc lớp Wickes của Hải quân Hoa Kỳ trong giai đoạn Chiến tranh Thế giới thứ nhất, sau cải biến thành một tàu vận chuyển cao tốc mang ký hiệu lườn APD-19 và tiếp tục phục vụ trong Chiến tranh Thế giới thứ hai. Nó là chiếc tàu chiến đầu tiên của Hải quân Hoa Kỳ được đặt tên theo Thiếu tướng Hải quân Josiah Tattnall (1794–1871).

## Thiết kế và chế tạo
Tattnall được đặt lườn vào ngày 1 tháng 12 năm 1917 tại xưởng tàu của hãng New York Shipbuilding Corporation ở Camden, New Jersey. Nó được hạ thủy vào ngày 5 tháng 9 năm 1918, được đỡ đầu bởi cô Sarah Campbell Kollock, và được đưa ra hoạt động vào ngày 26 tháng 1 năm 1919 dưới quyền chỉ huy của Hạm trưởng, Trung tá Hải quân Gordon Wayne Haines.

## Lịch sử hoạt động

### Giữa hai cuộc thế chiến
Sau các đợt chạy thử máy ngoài khơi bờ biển New England, Tattnall lên đường đi sang khu vực Đông Địa Trung Hải. Nó đi đến Constantinople vào ngày 27 tháng 7, và trong gần một năm đã hoạt động tại vùng biển Thổ Nhĩ Kỳ. Trong thời gian đó, nó cũng viếng thăm các cảng Ai Cập, Hy Lạp, Nga và Syria, vận chuyển hành khách và thư tín. Đến tháng 1 năm 1920, chiếc tàu khu trục bắt đầu hành trình quay trở về Hoa Kỳ; ghé qua các cảng Ý và Pháp trước khi về đến New York vào ngày 22 tháng 7. Vào lúc này Tattnall được đặt ký hiệu lườn DD-125 vào ngày 17 tháng 7 năm 1920, khi Hải quân Hoa Kỳ bắt đầu áp dụng việc xếp lớp tàu chiến bằng số hiệu. Sau một đợt đại tu, Tattnall được điều động để gia nhập Hạm đội Thái Bình Dương. Ghé qua các cảng dọc bờ biển phía Nam Hoa Kỳ cùng Cuba, Nicaragua, México và vùng kênh đào Panama, nó đi đến San Diego vào ngày 17 tháng 12. Chiếc tàu chiến hoạt động dọc theo bờ biển California cho đến ngày 15 tháng 1 năm 1922, khi nó được cho xuất biên chế và đưa về lực lượng dự bị tại San Diego.
Vào ngày 1 tháng 5 năm 1930, Tattnall nhập biên chế trở lại dưới quyền chỉ huy của Hạm trưởng, Trung tá Hải quân A. M. R. Allen. Chiếc tàu khu trục phục vụ cùng Lực lượng Chiến trận dọc theo vùng bờ Tây Hoa Kỳ cho đến năm 1931. Vào ngày 1 tháng 7, nó được chuyển sang vùng bờ Đông để phục vụ cùng Lực lượng Khu trục Tuần tiễu như một đơn vị của Đội khu trục 7.
Một năm sau, Tattnall được đưa về chế độ dự bị luân phiên với biên chế được tinh giản. Vào ngày 1 tháng 1 năm 1934, nó quay trở lại hoạt động thường trực cùng hạm đội với một năm phục vụ cùng Hải đội Huấn luyện Lực lượng Tuần tiễu. Sau một giai đoạn ở tình trạng dự bị luân phiên khác hầu như không hoạt động, nó gia nhập trở lại Hải đội Huấn luyện vào cuối năm 1935. Vào nữa sau của năm 1937, Ban huấn luyện của Hạm đội Hoa Kỳ được thành lập, và Tattnall cùng các đơn vị khác của Hải đội Huấn luyện Lực lượng Tuần tiễu gia nhập tổ chức mới này. Chiếc tàu khu trục tiếp tục nhiệm vụ huấn luyện cho đến tháng 11 năm 1938.

### Thế Chiến II
Vào ngày 17 tháng 11 năm 1938, Tattnall cùng tàu chị em J. Fred Talbott thay phiên cho các tàu khu trục Dallas và Babbitt như các đơn vị thường trực của Hải đội Đặc Vụ. Tattnall đặt căn cứ tại vùng kênh đào cho đến khi hải đội được giải tán vào ngày 17 tháng 9 năm 1940. Chiếc tàu khu trục tiếp tục hoạt động tại vùng vịnh Mexico và biển Caribe từ cảng nhà ở Panama. Sau khi Hoa Kỳ tham gia chiến tranh, Tattnall bắt đầu hộ tống các đoàn tàu vận tải duyên hải tại khu vực hoạt động, thường băng qua eo biển Windward giữa Cuba và Hispaniola, một khu vực nguy hiểm giữa cao trào tấn công của tàu ngầm U-boat tại khu vực Caribe. Cho dù đã nhiều lần phát hiện tàu ngầm đối phương qua sonar và tấn công bằng mìn sâu, Tattnall không ghi được chiến công nào được xác nhận.
Vào đầu tháng 7 năm 1943, chiếc tàu khu trục hộ tống đoàn tàu vận tải Caribe cuối cùng trước khi đi qua eo biển Windward lên phía Bắc đến Charleston, South Carolina. Nó đến nơi vào ngày 10 tháng 7, bắt đầu được cải biến tại xưởng hải quân thành một tàu vận chuyển cao tốc, và được mang ký hiệu lườn mới APD-19 vào ngày 24 tháng 7. Nó hoàn tất việc cải biến vào ngày 6 tháng 9 năm 1943, một ngày sau dịp kỷ niệm 25 năm ngày hạ thủy; và hoàn tất chuyến đi chạy thử máy vào giữa tháng 9. Hoàn thành nốt các thay đổi và sửa chữa sau cùng vào cuối tháng 9, nó bắt đầu các đợt huấn luyện đổ bộ, thoạt tiên là ở Cove Point, Maryland, và sau đó là ở Fort Pierce, Florida.
Vào tháng 4 năm 1944, Tattnall được đặt làm soái hạm của Đội vận chuyển 13, đơn vị vận chuyển cao tốc duy nhất tại khu vực mặt trận Đại Tây Dương. Vào ngày 13 tháng 4, nó rời vùng bờ Đông hướng sang Oran, Algérie cùng với Roper, Barry, Greene và Osmond Ingram. Đội vận chuyển 13 gia nhập Hạm đội 8 vào cuối tháng 4, và Tattnall di chuyển đến Corsica để thao dượt cho nhiệm vụ đầu tiên: chiếm các đảo Elba và Pianosa trong biển Tyrrhenia. Tuy nhiên, trong quá trình huấn luyện trước khi cuộc đổ bộ diễn ra, nó được giao nhiệm vụ thực hiện một cuộc đổ bộ gần Civitavecchia, Ý, về phía Bắc Roma để đánh lạc hướng, thu hút các lực lượng Đức Quốc xã tăng cường đang hướng về phía Nam nhằm trợ giúp cho lực lượng Hoa Kỳ đang vượt qua Monte Cassino. Đòn nghi binh tỏ ra thành công, lực lượng tăng cường của đối phương không đến được Monte Cassino, và sang ngày hôm sau Đức thừa nhận quân Đồng Minh đã tấn công lên phía Bắc Roma.
Vào ngày 17 tháng 6, binh lính được cho đổ bộ lên bờ tại Elba và Pianosa. Các xuồng của Tattnall phải chịu đựng hỏa lực súng máy đối phương, nhưng không bị hư hại nào đáng kể. Sau các cuộc đổ bộ tại biển Tyrrhenia, chiếc tàu vận chuyển cao tốc bắt đầu nhiệm vụ vận tải giữa các cảng Ý, Sicily và Bắc Phi, rồi tiếp tục các hoạt động đổ bộ, lần này là cùng Lực lượng đặc nhiệm 1 Hoa Kỳ-Canada. Nhiệm vụ của họ là phải chiếm đóng quần đảo Hyeres được phòng thủ rất mạnh về phía Đông Toulon, và trấn giữ tại đây trong khi diễn ra cuộc đổ bộ chính vào miền Nam nước Pháp. Ngày 15 tháng 8, năm tàu thuộc Đội vận chuyển 13 đã nhanh chóng cho đổ bộ 1.600 binh lính lên bờ, và quần đảo Hyeres được kiểm soát hoàn toàn ba ngày sau đó. Trong hai tuần tiếp theo, Tattnall và các tàu chị em vận chuyển lực lượng tăng cường và tiếp liệu đến khu vực phía Nam nước Pháp, đồng thời triệt thoái binh lính Đồng Minh bị thương và tù binh Đức. Trong thời gian còn lại của năm, chiếc tàu vận chuyển cao tốc đã hộ tống các đoàn tàu vận tải đi lại giữa các cảng trong Địa Trung Hải.
Tattnall quay trở về Hoa Kỳ, về đến Norfolk vào ngày 21 tháng 12, và trải qua một tháng nghỉ ngơi trước khi lên đường hướng sang Thái Bình Dương. Nó rời Hampton Roads vào ngày 31 tháng 1 năm 1945, và sau khi băng qua kênh đào Panama vào đầu tháng 2, cùng các chặng dừng tại San Diego, Trân Châu Cảng, Eniwetok và Ulithi, đã đi đến khu vực Okinawa vào ngày 19 tháng 4. Chiếc tàu vận chuyển cao tốc tiếp tục ở lại khu vực Ryukyu cho đến hết tháng. Trong thời gian này, nó làm nhiệm vụ canh gác và tuần tra chung quang Okinawa bảo vệ các đơn vị hạm đội chống các cuộc tấn công cảm tử của máy bay kamikaze. Tattnall đã nhiều lần nổ súng vào máy bay đối phương vào trước đêm 29 và 30 tháng 4.
Ba đợt báo động trước 02 giờ 00 không diễn biến gì thêm. Tuy nhiên, lúc khoảng 02 giờ 15 phút, máy bay đối phương tiếp cận từ hướng Tây. Một máy bay hai động cơ băng ngang phía đuôi Tattnall cách khoảng 3.000 yd (2.700 m) và các khẩu pháo phòng không 40 mm của nó đã khai hỏa. Kẻ tấn công né tránh qua mạn phải với một động cơ bốc cháy, chỉ để tìm cách quay lại. Lần này các xạ thủ hoàn thành được nhiệm vụ, bắn nó rơi xuống biển. Ngay sau đó, một máy bay kamikaze tiến đến gần bên mạn phải. Tattnall phải đi hết tốc độ và bẻ lái gắt sang mạn trái để né tránh; kẻ tấn công đâm xuống sát cạnh mạn phải mũi tàu. Một cơn mưa mảnh vụn rơi xuống trên con tàu, và lườn tàu bị thủng phía trên mực nước, tuy nhiên con tàu không chịu thương vong hay hư hại đáng kể gì khác.
Ngày hôm sau, Tattnall rời Okinawa hướng đến khu vực quần đảo Mariana làm nhiệm vụ hộ tống vận tải. Nó đi đến Saipan vào ngày 3 tháng 5, rồi quay trở lại Okinawa với một đoàn tàu vận tải vào ngày 20 tháng 5. Chiếc tàu chiến tiếp tục làm nhiệm vụ canh phòng, nhưng không gặp sự kiện nào có thể so sánh với hoạt động vào đêm 29 và 30 tháng 4. Vào ngày 25 tháng 5, lệnh báo động trực chiến được đưa ra suốt 18 giờ; trong ngày hôm đó Barry và Roper bị máy bay kamikaze đánh trúng. Barry chìm sau đó, còn Roper được cho rút lui về hậu tuyến để sửa chữa.
Vào đầu tháng 6, Tattnall được lệnh trình diện để hoạt động tại khu vực biển Philippine. Nó ghé qua Saipan vào ngày 13 tháng 6 và đi đến Leyte vào ngày 17 tháng 6. Cho đến hết chiến tranh và gần một tháng tiếp theo sau, nó thực hiện tuần tra tại khu vực Philippine và hộ tống các đoàn tàu vận tải đi đến Ulithi và Hollandia. Vào ngày 13 tháng 9, Tattnall quay trở về Hoa Kỳ. Sau các chặng dừng tại Eniwetok và Trân Châu Cảng, nó về đến San Francisco vào ngày 30 tháng 10.
Từ đây, Tattnall được chuyển đến Xưởng hải quân Puget Sound và đặt dưới quyền Tư lệnh Quân khu Hải quân 13. Nó được cho xuất biên chế tại Puget Sound vào ngày 17 tháng 12 năm 1945; tên nó được cho rút khỏi danh sách Đăng bạ Hải quân vào ngày 8 tháng 1 năm 1946, và xác tàu được bán cho hãng Pacific Metal Salvage Company tại Seattle, Washington vào ngày 17 tháng 10 năm 1946. Lườn tàu được cho kéo đến Royston, British Columbia và đánh đắm làm một đê chắn sóng; một phần của nó vẫn còn nhìn thấy được vào năm 2009.:24

## Phần thưởng
Tattnall được tặng thưởng ba Ngôi sao Chiến trận do thành tích phục vụ trong Thế Chiến II.